# Plesiocera psammophila
Plesiocera psammophila är en tvåvingeart som beskrevs av Hesse 1956. Plesiocera psammophila ingår i släktet Plesiocera och familjen svävflugor. Inga underarter finns listade i Catalogue of Life.